# Волгаш
Волгаш (или Вологаш) — правитель Хатры с периода после 138 года по 176/177 год.
Его отцом был его предшественник Нашру. Он известен из более чем 20-и надписей, найденных в Хатре. Волгаш был первым среди правителей Хатры, который принял титул mlk'  (царь), но при этом он продолжал носить титул прежних властителей mry'  (господин). Аналогичные титулы носил и его брат Санатрук I. Однако остается неясным, правили ли они совместно или Санатрук I был преемником Волгаша. По другой версии, преемником Волгаша был его племянник Абдсамия.